# Cuevas Labradas (kommunhuvudort)
Cuevas Labradas är en kommunhuvudort i Spanien.   Den ligger i provinsen Provincia de Teruel och regionen Aragonien, i den östra delen av landet, 220 km öster om huvudstaden Madrid. Cuevas Labradas ligger 969 meter över havet och antalet invånare är 170.
Terrängen runt Cuevas Labradas är kuperad åt sydost, men åt nordväst är den platt. Cuevas Labradas ligger nere i en dal. Runt Cuevas Labradas är det ganska glesbefolkat, med 47 invånare per kvadratkilometer. Närmaste större samhälle är Teruel, 12,9 km söder om Cuevas Labradas. Trakten runt Cuevas Labradas består till största delen av jordbruksmark.